# Liste der Gedenktafeln in Berlin-Schlachtensee
Die Liste der Gedenktafeln in Berlin-Schlachtensee enthält die Namen, Standorte und, soweit bekannt, das Datum der Enthüllung von Gedenktafeln.
Die Liste ist nicht vollständig.

## Schlachtensee
| Bild | Name                        | Standort               | Datum der Enthüllung |
| ---- | --------------------------- | ---------------------- | -------------------- |
|      | Kurt Kluge                  | Krottnaurerstraße 64   |                      |
|      | Legion Condor               | Guernicaplatz          |                      |
|      | Legion Condor               | Guernicaplatz          |                      |
|      | Günter Pfitzmann            | Günter-Pfitzmann-Platz |                      |
|      | Sanatorium Schlachtensee    | Spanische Allee 10     | 06.07.2016           |
|      | Studentendorf Schlachtensee | Wasgenstraße 75        |                      |
|      | Fritz Wisten                | Waldsängerpfad 3       |                      |